# Finanzpolizei

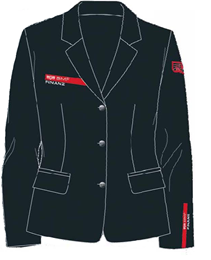
Dienstbekleidung der Finanzpolizei

Die österreichische Finanzpolizei ist eine Betrugsbekämpfungseinheit des Bundesministeriums für Finanzen. In der jetzigen Form besteht sie seit 2013, seit 2021 ist sie dem Amt für Betrugsbekämpfung zugeteilt mit dem Hauptsitz in Wien und Außenstellen in jeder Dienststelle des Finanzamts Österreich.
Die Einrichtung der Finanzpolizei als eigenständige Organisationseinheit entspricht dem internationalen und nationalen Auftrag, Steuerbetrug, Sozialbetrug und Zuwiderhandlungen gegen arbeits-, arbeitsmarkt- und glücksspielrechtliche Bestimmungen effektiv zu bekämpfen und zu verfolgen. Aufbauorganisation und Geschäftseinteilung der Finanzpolizei tragen den Grundsätzen der Sparsamkeit und Effizienz Rechnung und orientieren sich an den geänderten steuerpolitischen und wirtschaftlichen Rahmenbedingungen.
2013 wurde die Finanzpolizei als bundesweite Organisationseinheit eingerichtet. Ihr wurden gleichzeitig die Aufgaben der Zentralen Koordinationsstelle für die Kontrolle der illegalen Beschäftigung nach dem Ausländerbeschäftigungsgesetz und dem Arbeitsvertragsrechtsanpassungsgesetz (ZKO) übertragen; ebenso wurde das früher beim Zollamt Eisenstadt Flughafen Wien angesiedelte Daten-, Informations- und Aufbereitungscenter (DIAC) zur Finanzpolizei verlagert.
Die Einrichtung der Finanzpolizei erfolgte mit dem Ziel der Steigerung der Effizienz und Reaktionsgeschwindigkeit bei Betrugsverdachtsfällen. Mit dieser Neustrukturierung soll die direkte Steuerung der Finanzpolizei unter Berücksichtigung von einsatztaktischen Erfordernissen und der flexible Ressourceneinsatz ermöglicht werden. Unter Berücksichtigung der Erfahrungen des Projektes Stabsstelle Finanzpolizei wurden Fach- und Dienstaufsicht gebündelt und unter eine gemeinsame Leitung gestellt. Mit der gleichzeitigen Schaffung eines internen bundesweiten Juristischen Dienstes für ordnungspolitische Angelegenheiten wurden die strategische Steuerung und die fachliche Unterstützung gebündelt.

## Geschichte der Finanzpolizei

### KIAB als Team des Zollamtes
Mit bundesweit knapp 40 Mitarbeitern – 35 Mitarbeiter davon stammten aus Versetzungen vom Arbeitsinspektorat – startete 2002 die „Kontrolle illegaler Ausländerbeschäftigung“ (kurz: KIAB) bei den Zollämtern. Hauptaufgabengebiet war die Überprüfung der Einhaltung des Ausländerbeschäftigungsgesetzes. In der Folge kam es sukzessive zu personeller Aufstockung. So wurden mit der Auflösung der Zollwache im Jahr 2004 neue Mitarbeiter rekrutiert, es erfolgten auch Neuaufnahmen. Ab 2006 wurden von Post, Telekom und Bundesheer Bedienstete im Rahmen des sogenannten Personaltransfers in die KIAB übernommen. Durch die personelle Ausweitung konnten auch die Aufgaben ausgeweitet werden. Daraus resultiert die Umbenennung in „Kontrolle illegaler Arbeitnehmerbeschäftigung“.

### KIAB als Team des Finanzamtes
Mit Jahreswechsel 2006/07 wurden an allen österreichischen Finanzämtern Teams KIAB installiert. Die bisherigen KIAB-Mitarbeiter der Zollämter wurden an die Finanzämter versetzt; zusätzlich wechselten intern Bedienstete in die KIAB. Der Personaltransfer wurde weitergeführt. 2007 wurde die KIAB auch mit Dienstbekleidung (Uniform) ausgestattet. In den kommenden Jahren wurden die Kompetenzen und Zuständigkeiten der KIAB Richtung Steueraufsichtsmaßnahmen gelenkt.

### Finanzpolizei als Team des Finanzamtes
Mit der Novelle des AVOG wurde 2011 die Finanzpolizei ins Leben gerufen. Handelte es sich auf den ersten Blick um eine bloße Umbenennung der KIAB – die organisatorische, behördeninterne Stellung als Team eines Finanzamtes blieb vorerst unverändert –, so wurden die Befugnisse durch den neuen § 12 AVOG auf dem Gebiet der Steueraufsichtsmaßnahmen wesentlich gestärkt. Unverändert erfolgte die Steuerung der finanzpolizeilichen Tätigkeiten in erster Linie durch die jeweiligen Finanzämter als Dienstbehörden nach Maßgabe der örtlichen Notwendigkeiten. Eine ständige überregionale bzw. bundesweite Steuerung oder Führung der Finanzpolizei war nicht gegeben.

### Einrichtung der Stabsstelle Finanzpolizei im Bundesministerium für Finanzen
2011 wurde die Stabsstelle Finanzpolizei im Bundesministerium für Finanzen ins Leben gerufen. Angegliedert an die Sektion IV und direkt Sektionschef Wolfgang Nolz unterstellt, war die Stabsstelle Finanzpolizei nunmehr für die bundesweite Ausrichtung, Steuerung und Schwerpunktsetzung der Finanzpolizei zuständig. Direkte Weisungsbefugnis hatte die Stabsstelle Finanzpolizei gegenüber den 2011 eingerichteten Finanzpolizeikoordinatoren. An der Dienstbehördeneigenschaft der Finanzämter änderte sich damit nichts. Durch die Tätigkeit der Stabsstelle Finanzpolizei konnte die ämterübergreifende Kooperation der Finanzpolizeiteams gestrafft werden. Es wurden Großeinsätze und bundesweite Schwerpunkte koordiniert und dabei sehr gute Erfolge erzielt.

### Die Finanzpolizei als eigenständige Organisationseinheit
Die Evaluierung der Tätigkeit der Stabsstelle Finanzpolizei im Bundesministerium für Finanzen führte  2013 zur Entscheidung der Bundesministerin für Finanzen Maria Fekter, die Finanzpolizei in einer bundesweiten Organisationseinheit zusammenzufassen. Laut Generalsekretär Hans-Georg Kramer, CFP war „die Etablierung einer eigenen Dienstbehörde … die logische Weiterentwicklung des Projektes Stabsstelle Finanzpolizei. Die einheitliche bundesweite Steuerung wird die Effizienz unserer Betrugsbekämpfung weiter steigern.“ Die Reorganisation der Finanzpolizei wurde in nur vier Monaten von einem 40-köpfigen Projektteam konzipiert und geplant und konnte schließlich 2013 umgesetzt werden.

## Maßgebliche Gesetze
Die Finanzpolizei hat insbesondere aufgrund folgender Gesetze einzuschreiten:
- Abgabenverwaltungsorganisationsgesetz 2010 (AVOG 2010)
- Arbeitszeitgesetz (AZG)
- Ausländerbeschäftigungsgesetz (AuslBG)
- Arbeitskräfteüberlassungsgesetz (AÜG)
- Arbeitsvertragsrechtsanpassungsgesetz (AVRAG)
- Bundesabgabenordnung (BAO)
- Gemäß den Bestimmungen des § 89 Abs. 3 Einkommensteuergesetz 1988 (EStG):
  - die versicherungs- und melderechtlichen Bestimmungen des Allgemeinen Sozialversicherungsgesetzes (ASVG),
  - die Anzeigepflichten des Arbeitslosenversicherungsgesetzes (AlVG) und
  - die Bestimmung des § 366 Abs. 1 Ziff. 1 Gewerbeordnung 1994 (GewO)
- Glücksspielgesetz (GSpG)
- Normverbrauchsabgabegesetz (NoVAG)
- Finanzstrafgesetz (FinStrG)
- Strafprozessordnung (StPO)
- Strafgesetzbuch (StGB)
- Sozialbetrugsgesetz (SozBeG)

## Befugnisse, Rechte und Pflichten
Die Befugnisse der Finanzpolizei hängen wesentlich von dem Gesetz ab, dessen Einhaltung kontrolliert wird. Die Finanzpolizei hat beispielsweise bei der Kontrolle der ordnungsgemäßen Steuerentrichtung andere Befugnisse, als bei den Kontrollen der Einhaltung des Ausländerbeschäftigungsgesetzes.
Amtshandlungen sind von den einschreitenden Finanzpolizisten in der Regel unter Angabe der Rechtsgrundlagen beim Kontrollunterworfenen bzw. Arbeitgeber (oder dessen Bevollmächtigten) anzumelden. Bei jeder Außendienstkontrollhandlung haben sich die Organe der Finanzpolizei mit dem Dienstausweis oder der Dienstkokarde auszuweisen. Auf Verlangen ist zur Dienstkokarde der Dienstausweis vorzuweisen.
Die Kontrollorgane sind angehalten, den bei der Amtshandlung verfahrensbeteiligten Personen, die nicht durch berufsmäßige Parteienvertreter vertreten werden, unaufgefordert die erforderlichen Anleitungen und Rechtsfolgebelehrungen zu erteilen. Auf die nach dem Finanzstrafgesetz mögliche Selbstanzeige muss die Finanzpolizei aus Ermangelung einer diesbezüglichen gesetzlichen Verpflichtung nicht hinweisen. Das Verwaltungsstrafgesetz sieht eine Selbstanzeige nicht vor; dies ist auf die – auch von der Finanzpolizei zu verfolgenden – Übertretungen anzuwenden, bei denen es sich nicht um Abgabenvergehen handelt, beispielsweise auf Verstöße gegen das Ausländerbeschäftigungsgesetz.
Das Ergebnis der Kontroll- und Ermittlungsmaßnahmen ist durch alle zweckdienlichen Beweismittel (Niederschriften, Personenblätter, Protokolle, Kopien von Dokumenten und Unterlagen, Fotos usw.) festzuhalten und zu sichern. Bei Erhebungen mit Auskunftsverlangen und Nachschauen ist die Aufnahme einer Niederschrift erforderlich, wobei eine Durchschrift an die Auskunftsperson auszufolgen ist. Sämtliche Kontrollhandlungen sind von der Finanzpolizei zu dokumentieren. Über die Gewährung der Akteneinsicht entscheidet die aktenführende Stelle; im Verwaltungsstrafverfahren ist Akteneinsicht ausschließlich durch die Verwaltungsstrafbehörde zu gewähren.
In Ausübung ihrer beruflichen Tätigkeit dürfen Finanzpolizisten neben den ihnen in den Matreiengesetzen zugewiesenen Zuständigkeiten aufgrund der allgemeinen Vorschriften des Abgabenverwaltungsorganisationsgesetzes (§ 12 Abs. 1 bis 3 AVOG):
- Grundstücke und Baulichkeiten, Betriebsstätten, Betriebsräume und Arbeitsstätten betreten;
- Wege befahren, auch wenn dies sonst der Allgemeinheit untersagt ist;
- die Identität von Personen feststellen, bei denen Grund zur Annahme besteht, dass sie Zuwiderhandlungen gegen die von den Abgabenbehörden zu vollziehenden Rechtsvorschriften begehen;
- Fahrzeuge und sonstige Beförderungsmittel anhalten und diese einschließlich der mitgeführten Güter überprüfen;
- von jedermann Auskunft über alle für die Erfüllung der übertragenen Aufgaben maßgebenden Tatsachen verlangen.

Die bestehenden Betretungsrechte (AuslBG, AVRAG, BAO, GSpG) können unabhängig von der Zustimmung des Grundstückseigentümers, Bevollmächtigten oder Verfügungsberechtigten wahrgenommen werden. Gemäß § 26 Abs. 4 AuslBG ist die Finanzpolizei berechtigt, für die Fremdenpolizeibehörde Personen festzunehmen. Im Falle etwa einer Finanzstraftat ist die Finanzpolizei nach § 85 Finanzstrafgesetz nur zu einer Festnahme berechtigt, wenn ein Auftrag der Finanzstrafbehörde oder Gefahr im Verzug vorliegt.
Zur Wahrung der Ordnung kann das Kontrollorgan bei Amtshandlungen als Organ der öffentlichen Aufsicht auf die Strafdrohung des § 82 Sicherheitspolizeigesetz verweisen. Zur Durchsetzung einer ordnungsgemäßen Amtshandlung kann ein Kontrollorgan je nach Gegenstand des Verfahrens nach § 34 des Allgemeinen Verwaltungsverfahrensgesetzes oder gemäß den §§ 111 und 112 der Bundesabgabenordnung die störende Person auffordern, sich zu entfernen bzw. Zwangs-, Ordnungs- und Mutwillensstrafen androhen. Personen, welche die Amtshandlung stören, können vom Kontrollorgan auch dann entfernt werden, wenn sie Beteiligte an der Kontrollhandlung sind.
Die in einem Verfahren zulässigerweise gewonnenen Erkenntnisse können auch als Beweise für andere Verfahren unter Beachtung des dafür jeweils anzuwendenden Verfahrensrechtes verwertet werden, ohne dass es einer Änderung der verfahrensrechtlichen Grundlage bzw. des konkreten Kontrollverfahrens bedarf.

## Organisatorischer Aufbau der Finanzpolizei
Die Finanzpolizei ist eine besondere Organisationseinheit der österreichischen Steuer- und Zollverwaltung. Sie hat ihren Sitz in Wien und Dienststellen in ganz Österreich.

### Leitung der Finanzpolizei
Die Gesamtleitung der Finanzpolizei in organisatorischer, personeller, wirtschaftlicher und finanzieller Verantwortung einschließlich der Wahrnehmung der Dienst- und Fachaufsicht sowie der bundesweiten Steuerung obliegt dem Leiter der Finanzpolizei und im Verhinderungsfall seinem Ständigen Stellvertreter. Dem Ständigen Stellvertreter sind die Zentrale Koordinationsstelle (ZKO), das Daten-, Informations- und Aufbereitungscenter (DIAC) und der Juristische Dienst (JD) unterstellt.
Entsprechend der regionalen Organisationseinteilung des Bundesministeriums für Finanzen sind fünf Regionale Leiter der Finanzpolizei eingesetzt; der Ständige Stellvertreter ist zugleich einer der Regionalen Leiter. Alle Regionalen Leiter, der Ständige Stellvertreter und der Leiter bilden das oberste Führungsgremium der österreichischen Finanzpolizei. Entsprechend dem monokratischen Behördenaufbau ist aber der Leiter der Finanzpolizei jedoch alleiniger Vorstand der Dienstbehörde.
Zur Unterstützung in Organisations-, Budget- und Personalangelegenheiten steht dem Leiter der Finanzpolizei ein Organisationsteam zur Seite. Dies ist unter anderem für die Beschaffung und Wartung von Fahrzeugen und Spezialausrüstung zuständig.

### Finanzpolizeiteams
Finanzpolizeiteams sind an allen Finanzämtern mit allgemeinem Aufgabenkreis eingerichtet. Unter Berücksichtigung der örtlichen Wirtschaftsleistungen können bei einem Finanzamt zwei oder mehr Finanzpolizeiteams eingerichtet sein. In der Regel umfasst das Team neben dem Teamleiter neun Mitarbeiter.

### Sonderdienststellen der Finanzpolizei
- Das Daten-, Informations- und Aufbereitungscenter (DIAC)[10] sichert eine Erreichbarkeit der Finanzpolizei für andere Dienststellen, bildet die Funkzentrale, ist telefonische Annahmestelle und als Back-Office für Datenbankabfragen erreichbar. Zusätzlich werden Datenauswertungen bzw. Erfassungen von Meldungen von verantwortlichen Beauftragten und von Entsendungen durch das DIAC durchgeführt.
- Die Zentrale Koordinationsstelle für die Kontrolle der illegalen Beschäftigung nach dem Ausländerbeschäftigungsgesetz und dem Arbeitsvertragsrechts-Anpassungsgesetz (ZKO)[10] übernimmt folgende Aufgabenstellungen: Führung der zentralen Verwaltungsstrafevidenz, Weitergabe von Daten an die Bezirksverwaltungsbehörden und Dienststellen des AMS für Auskunftsverfahren sowie Entgegennahme von Meldungen gemäß AuslBG und AVRAG.
- Der Juristische Dienst unterstützt die Teams in fachlicher Hinsicht, wobei dessen Fachexpertisen verbindlicher Charakter zukommt. Die Mitarbeiter des Juristischen Dienstes können auch Vertretungen vor den Gerichten, insbesondere den Landesverwaltungsgerichten und dem Bundesfinanzgericht übernehmen, die Finanzpolizeiteams bei Kontrollhandlungen unterstützen (fachliche Anordnungsbefugnis), sowie begleitende und nachgängige Kontrollen zum Zweck der Qualitätssicherung vornehmen. Eine Mitwirkung am Beschwerdemanagement ist ebenfalls vorgesehen. Schließlich erfolgt im Juristischen Dienst die Abstimmung der Grund- und Fachausbildung mit den Fachabteilungen des BMF, dem Fachbereich der Finanzämter und der Bundesfinanzakademie.

### Verhältnis der Finanzpolizei zu den Abgabenbehörden
Die Finanzpolizei ist organisatorisch von den Abgabenbehörden getrennt. Die Finanzpolizisten sind keine Bediensteten der Abgabenbehörden, allerdings ist gesetzlich vorgesehen, dass die Finanzpolizisten als Organe der Abgabenbehörden (insbesondere der Finanzämter) einzuschreiten haben. Somit kommen ihnen die gesetzlich den Abgabenbehörden zugewiesenen Kontrollzuständigkeiten zu. Die den finanzpolizeilichen Ermittlungen festgestellten Sachverhalte werden aufbereitet und den zuständigen Abgabenbehörden zur weiteren Bearbeitung übermittelt. Andererseits treten die Abgabenbehörden an die Finanzpolizei mit bestimmten Mitteilungen oder Aufträgen heran.
Natürlich erfolgen genauso Informationsaustausch und Kooperation mit den Zollämtern und der Steuerfahndung.

### Betrugsbekämpfungskoordinator
Den Betrugsbekämpfungskoordinatoren kommt in der Kooperation von Finanzpolizei und Finanzämtern große Bedeutung zu. Erstmals eingerichtet wurde diese Funktion bei den Finanzämtern im Jahre 2011, damals unter der Bezeichnung „Finanzpolizeikoordinator“. Wegen der Reorganisation der Finanzpolizei und Installierung als eigenständige Organisationseinheit wird diese Funktion nunmehr als „Betrugsbekämpfungskoordinator“ bezeichnet.
Die Betrugsbekämpfungskoordinatoren sind nicht Bedienstete der Finanzpolizei, sondern Angehörige der Abgabenbehörde. Ein Weisungsrecht über die Finanzpolizei-Teamleiter besteht nicht. Die Betrugsbekämpfungskoordinatoren bündeln die für die Betrugsbekämpfung relevanten Erkenntnisse sowie Tätigkeiten der hauseigenen Produktionsteams; bei ihnen läuft auch das Anzeigenmanagement des Finanzamtes – in enger Abstimmung mit der Strafsachenstelle – zusammen. Ihre Hauptaufgabe ist die Kommunikation der Abgabenbehörde mit anderen Behörden, insbesondere der Finanzpolizei.

## Ausbildung
Finanzpolizisten durchlaufen eine in der Regel zweijährige Ausbildung. Diese teilt sich in die Grundausbildung und die daran anschließende Funktionsausbildung.
Die Grundausbildung entspricht der allgemeinen, abgabenrechtlich orientierten Ausbildung für Mitarbeiter der Finanzämter. Es sind Präsenzlehrgänge an der Bundesfinanzakademie sowie praktische Ausbildungsphasen in der Finanzpolizei sowie in allen Teams des Finanzamtes zu absolvieren. Diese Kombination aus Praxis und Theorie verschafft den Auszubildenden eine umfassende Kenntnis der allgemeinen Abgabengesetze und der von der Finanzpolizei zu vollziehenden Rechtsvorschriften. Die Grundausbildung wird mit Dienstprüfung abgeschlossen.
Im Anschluss an die Grundausbildung erfolgt die Funktionsausbildung. Hier geht es um die speziell für den finanzpolizeilichen Dienst erforderlichen Kenntnisse und Kompetenzen. Dazu haben die Auszubildenden Präsenzlehrgänge an der Bundesfinanzakademie zu besuchen. Die Grund- und Funktionsausbildung eines Finanzpolizisten setzt sich aus 850 bis 1000 Unterrichtseinheiten Theorie und 280 bis 360 Praxistagen zusammen.
Rechtsvorschriften ändern sich laufend, ebenso wie Schwerpunktsetzungen und Erkenntnisse über neu auftretende Betrugsmuster. Daher ist Weiterbildung für die Organe der Finanzpolizei essenziell. Lehrgänge, Workshops und interne Schulungsveranstaltungen werden von der Leitung sowie vom Juristischen Dienst der Finanzpolizei initiiert, geplant und abgehalten. Darüber hinaus greift die Finanzpolizei auf Bildungsangebote anderer Ressorts, insbesondere des Bundesministeriums für Inneres bzw. der Bundespolizei, zurück. Im Gegenzug bietet die Finanzpolizei in behördenpartnerschaftlicher Weise auch der Bundespolizei und den Bezirksverwaltungsbehörden die Teilnahme an Schulungsveranstaltungen an, was rege genutzt wird.

## Dienstbekleidung
Die Finanzpolizei versieht Außendiensthandlungen in der Regel in Dienstbekleidung (Uniform). Wenn es der Einsatzzweck erfordert, können die Finanzpolizisten auch in Zivilkleidung einschreiten. Die Dienstbekleidung der Finanzpolizei unterscheidet sich von jener der Beamten der Operativen Zollaufsicht nur durch die Beschriftungen. Die Uniformfarbe des Bundesministeriums für Finanzen ist Grau, kombiniert mit dem roten BMF-Logo und schwarzen Applikationen. Die Organe der Finanzpolizei verfügen über einen Dienstausweis und eine Dienstmarke.

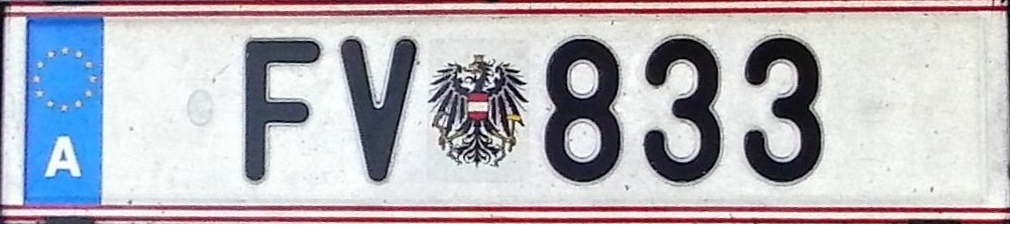
KFZ-Kennzeichen: Finanzverwaltung Österreich

## Fahrzeuge
Die Finanzpolizei verfügt über einen teilweise beschrifteten Fuhrpark an unterschiedlichen Fahrzeugen. Neben Bürobussen sind Pkw und Allradfahrzeuge im Einsatz. Die Fahrzeuge der Finanzpolizei sind (teilweise) mit Blaulicht und Folgetonhorn sowie Anhaltebalken ausgestattet, um für den Einsatz im Straßenverkehr gerüstet zu sein. Die Bürobusse können bei Bedarf mittels Magnettafeln mit der Aufschrift „Finanzpolizei“ an den Fahrzeugflanken gekennzeichnet werden. Außerdem verfügt jedes Finanzpolizeiteam über Anhaltekellen und Faltsignale „Achtung Finanzpolizei“, die bei Einsätzen im Straßenverkehr verwendet werden.

Alle Fahrzeuge der Steuer- und Zollverwaltung, somit auch jene der Finanzpolizei verfügen über Behördenkennzeichen mit dem Kürzel „FV“ (für Finanzverwaltung), dem Bundeswappen und einer dreistelligen Nummer.

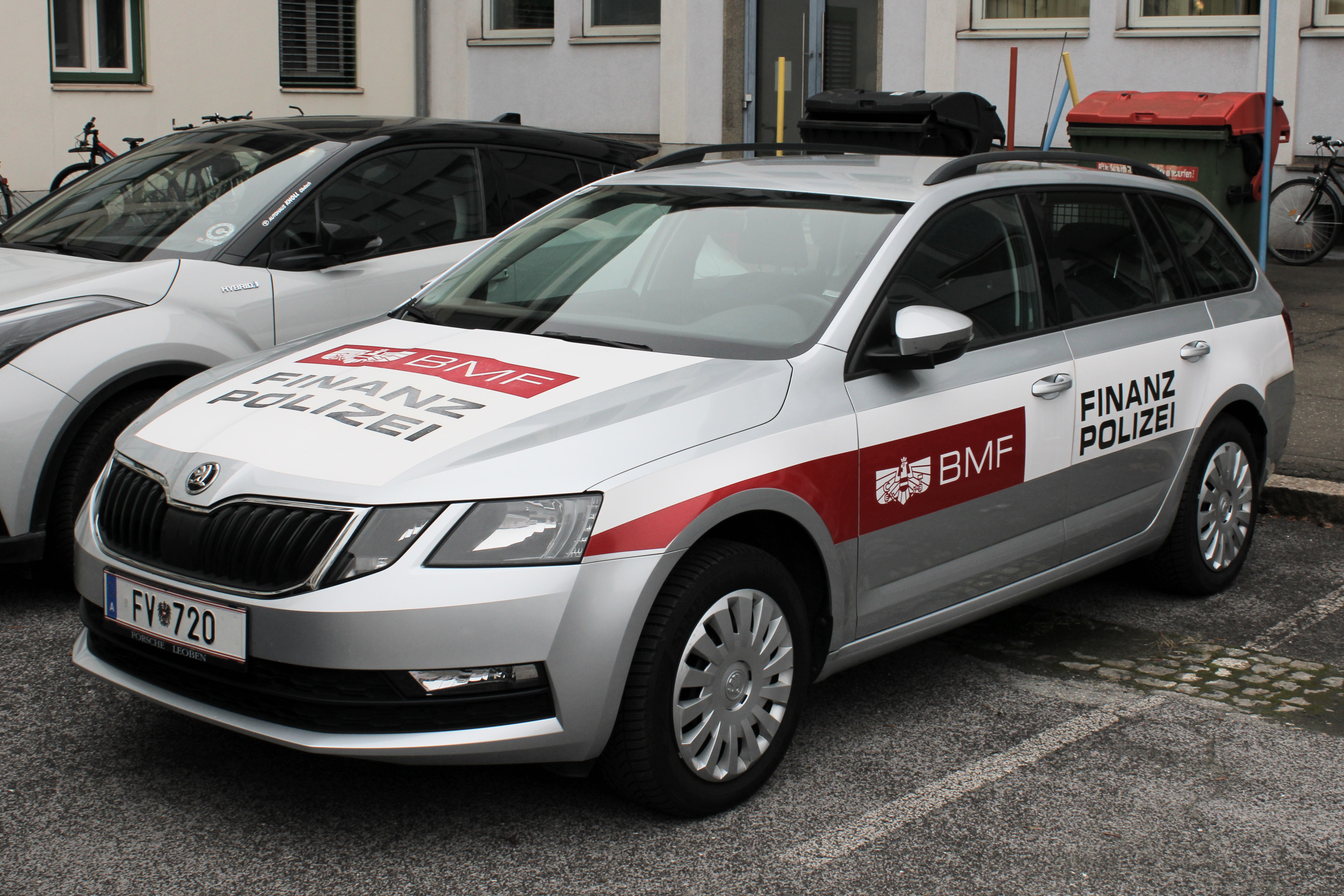
Foliertes Dienstfahrzeug (Škoda Octavia III)
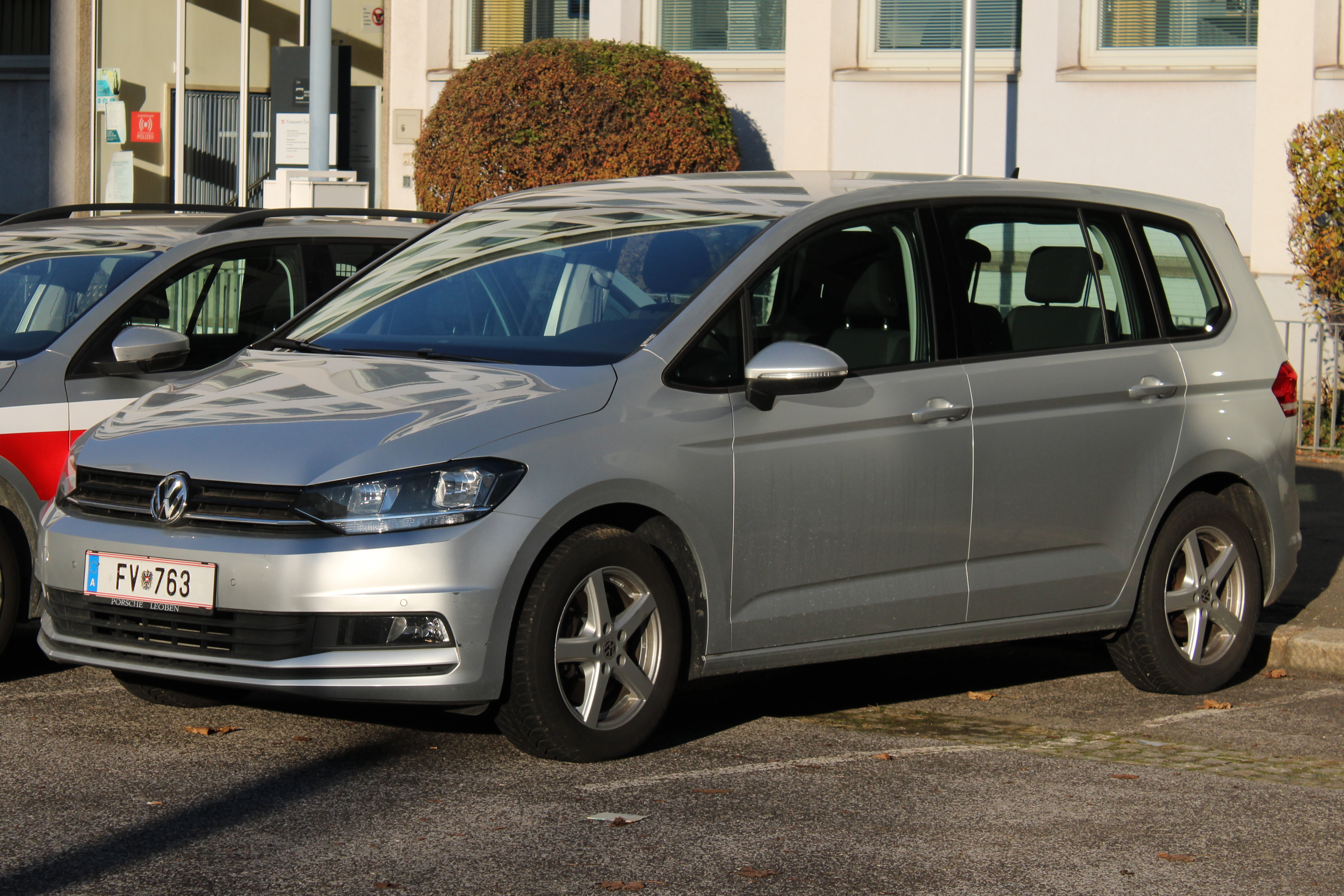
Ziviles Dienstfahrzeug mit FV-Kennzeichen (VW Touran II)
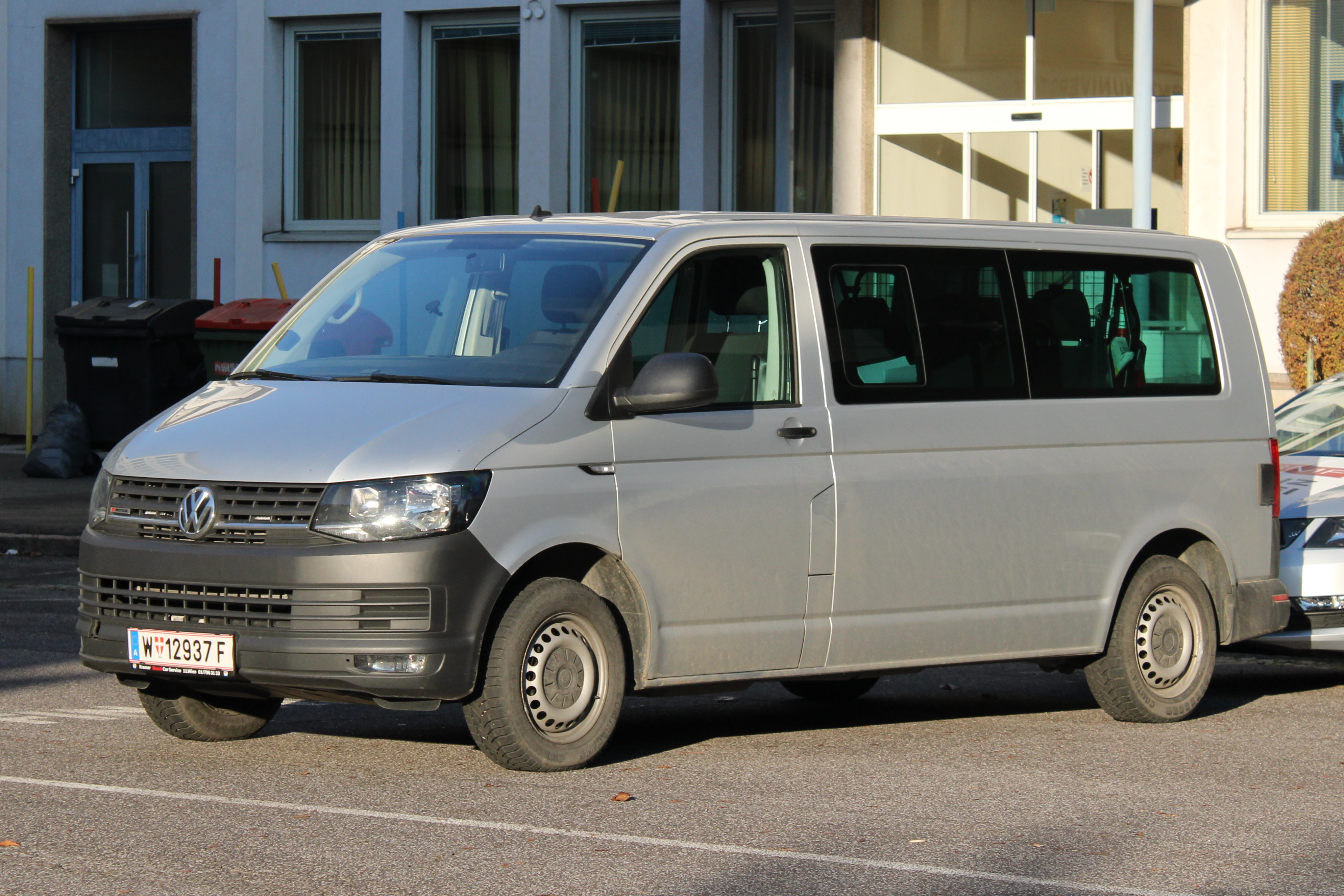
Ziviler Dienstbus mit zivilem Kennzeichen (VW T6)